# Judentum in Finnland
Das Judentum ist in Finnland eine zahlenmäßig kleine Minderheit. Die zwei jüdischen Gemeinden des Landes zählen insgesamt rund 1500 Mitglieder. Die finnischen Juden sind überwiegend Nachkommen von russischen Soldaten, die im 19. Jahrhundert nach dem Ende ihrer Dienstzeit in Finnland blieben.

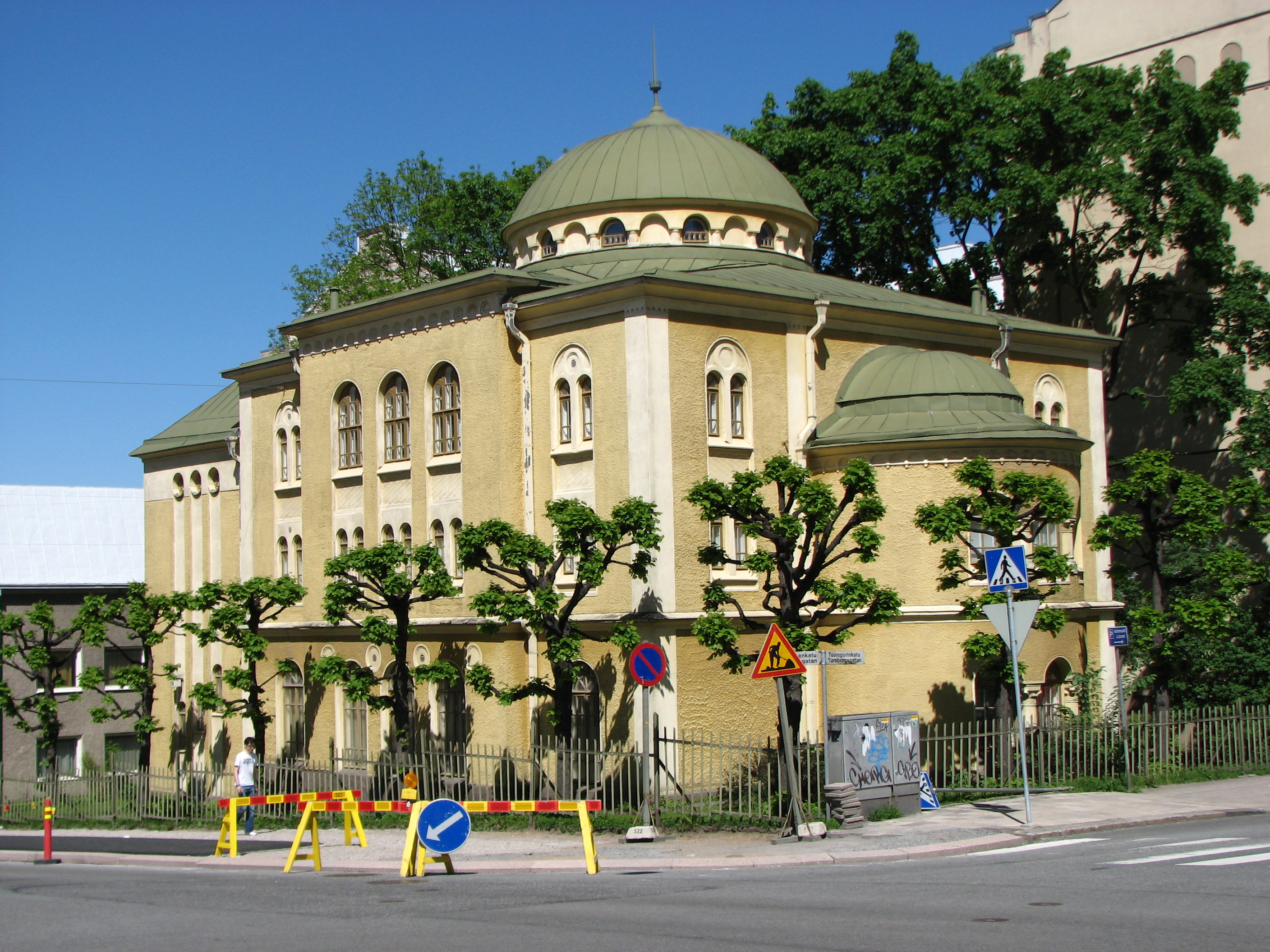
Die Synagoge von Turku

## Stellung in der Gesellschaft
Von den 1500 finnischen Juden leben 1200 in Helsinki und 200 in Turku. Dort befinden sich auch die beiden einzigen Synagogen des Landes, die beide aschkenasisch-orthodox sind. In Helsinki gibt es zudem eine jüdische Schule. Vor dem Zweiten Weltkrieg gab es eine jüdische Gemeinde in der damals finnischen Stadt Wyborg, die jüdische Gemeinde von Tampere bestand bis 1981.
Die finnischen Juden sind vollständig in der Gesellschaft integriert. Traditionell ist die schwedische Sprache unter den finnischen Juden weit verbreitet; heute sprechen sie meist sowohl Schwedisch als auch Finnisch fließend. Früher war ein nordöstlicher Dialekt des Jiddischen die übliche Umgangssprache, mittlerweile wird es aber nur noch von einigen älteren Menschen gesprochen.

## Geschichte

### Im 19. Jahrhundert
In der Zeit bis 1809, als Finnland zu Schweden gehörte, durften sich Juden nur in bestimmten Teilen Schwedens niederlassen; das Gebiet des heutigen Finnland gehörte nicht dazu. Im sogenannten Altfinnland, den Gebieten Finnlands, die 1721 und 1743 an Russland gefallen waren, siedelten sich im 18. Jahrhundert vereinzelte jüdische Familien an.
Als ganz Finnland 1809 zu einem Großfürstentum unter russischer Herrschaft wurde, blieben die schwedischen Gesetze in Kraft, sodass das Verbot für Juden, sich in Finnland niederzulassen, zunächst weiter bestand. Im Laufe des 19. Jahrhunderts kamen im Zuge der russischen Armee auch jüdische Kantonisten, also Zwangsrekrutierte, nach Finnland.
Ende 1819 erreichten die aus Deutschland kommenden Hep-Hep-Krawalle Helsinki, wo sich nur wenigen Juden aufhielten. Das erste jüdische Gebetshaus entstand 1830 auf der Festungsinsel Sveaborg (heute Suomenlinna) vor Helsinki, die erste Synagoge im Jahr 1870.
1858 erlaubte Zar Alexander II. allen ausgedienten Soldaten am Ort ihres Militärdienstes wohnen zu bleiben. So kam es dazu, dass Anfang der 1870er Jahre rund 500 Juden in Finnland lebten. Der finnische Reichstag und der finnische Senat standen den Juden eher ablehnend gegenüber, weil sie dem russischen Einfluss im Land gegenüber skeptisch waren. Als Kompromiss wurde 1889 den bereits ansässigen Juden unter strengen Auflagen eine Aufenthaltserlaubnis erteilt. So durften sie innerhalb Finnlands nur in die Städte Helsinki und Viipuri umziehen und nur bestimmte Berufe, in erster Linie Kleiderhandel, ausüben. Der Zuzug neuer Juden nach Finnland wurde verboten.

### Im 20. Jahrhundert
Die Bürgerrechte erhielten die Juden erst nach der finnischen Unabhängigkeit im Jahr 1917. Das Gesetz trat 1918 in Kraft, somit war Finnland vor Rumänien das vorletzte Land Europas, das den Juden die Bürgerrechte zugestand. Die Anzahl der Juden in Finnland stieg durch den Zuzug von russischen Juden, die vor der Oktoberrevolution flohen, auf etwa 2000. In den 1930er Jahren versuchten rechtsradikale Kräfte wie die Lapua-Bewegung vereinzelt antisemitische Vorurteile zu schüren, systematischem Antisemitismus waren die Juden im unabhängigen Finnland aber zu keiner Zeit ausgesetzt.
Paradoxerweise kämpften selbst zur Zeit der deutsch-finnischen „Waffenbrüderschaft“ mehr als 300 Juden in finnischen Verbänden, viele davon Ärzte im Sanitätsdienst, teils Seite an Seite mit Waffen-SS-Verbänden. Zweien von ihnen, Salomon Klass und Leo Skurnik, wurde sogar von deutscher Seite das Eiserne Kreuz verliehen, doch lehnten beide die Ehrung ab. Im Fortsetzungskrieg, als Finnland an der Seite des nationalsozialistischen Deutschland gegen die Sowjetunion kämpfte, gab es eine Feldsynagoge für die auf finnischer Seite kämpfenden Juden, und am Unabhängigkeitstag 1944 stattete Marschall Carl Gustaf Emil Mannerheim der Synagoge von Helsinki einen Besuch ab und schritt eine Ehrengarde jüdischer Veteranen ab. Auch wurde ein Rabbiner zur Betreuung jüdischer Rotarmisten, die in finnische Kriegsgefangenschaft geraten waren, bereitgestellt. Die oft zur Zwangsarbeit in der finnischen Landwirtschaft verpflichteten Kriegsgefangenen erhielten zudem Lebensmittelzuwendungen seitens der Helsinkier und Stockholmer Gemeinden.

## Demografie
| Jahr              | 1919      | 1928      | 1937      | 1950      | 1960      | 1965      | 1976      | 1999      |
| Anzahl            | 2000      | 1745      | 1755      | 1800      | 1900      | 1500      | 1200      | 1100      |
| Gesamtbevölkerung | 3.300.000 | 2.810.592 | 3.834.662 | 3.958.000 | 4.376.000 | 4.635.000 | 4.779.000 | 5.200.000 |
| Anteil in %       | 0,06      | 0,06      | 0,05      | 0,045     | 0,04      | 0,03      | 0,02      | 0,02      |

Quelle: 

## Personen
Personen finnisch-jüdischer Abstammung oder jüdische Personen mit Bezug zu Finnland sind:
| Name                   | Geburt | Land               | Tod  | Land                            |                             |
| ---------------------- | ------ | ------------------ | ---- | ------------------------------- | --------------------------- |
| Kim Hirschovits        | 1982   | Finnland, Helsinki |      |                                 | Eishockeyspieler            |
| Max Jakobson           | 1923   | Finnland, Wyborg   | 2013 | Finnland, Helsinki              | Diplomat und Politiker      |
| Daniel Katz            | 1938   | Finnland, Helsinki |      |                                 | Schriftsteller              |
| Elias Katz             | 1901   | Finnland, Turku    | 1947 | Völkerbundsmandat für Palästina | Leichtathlet                |
| Roni Porokara          | 1983   | Finnland, Helsinki |      |                                 | Fußballspieler              |
| Benjamin B. Rubinstein | 1905   | Finnland, Helsinki | 1989 | Vereinigte Staaten              | Mediziner                   |
| Marion Rung            | 1945   | Finnland, Helsinki |      |                                 | Schlagersängerin            |
| Mauritz Stiller        | 1883   | Finnland, Helsinki | 1928 | Schweden                        | Regisseur und Drehbuchautor |
| Abraham Tokazier       | 1909   | Finnland, Helsinki | 1976 | Schweden                        | Leichtathlet                |
| Abraham Werner         | 1837   | Litauen            | 1912 | Vereinigtes Königreich          | Großrabbiner                |
| Ben Zyskowicz          | 1954   | Finnland, Helsinki |      |                                 | Parlamentsabgeordneter      |

## Oberrabbiner
Eine Liste der Oberrabbiner von Finnland enthält die Aufstellung: → Staaten in Europa unter Finnland.